# آلمندرال
آلمندرال (به اسپانیایی: Almendral) یک شهرستان در اسپانیا است که در استان باداخس واقع شده‌است.